# レーマーの予想
レーマーの予想 (Lehmer's conjecture)、レーマーのマーラー測度の問題(Lehmer's Mahler measure problem)としても知られている、は、デリック・ヘンリー・レーマー(Derrick Henry Lehmer)により提起された数論の問題である。この予想は、ある絶対的な定数 {\displaystyle \mu >1} が存在して、すべての整数係数の多項式 {\displaystyle P(x)\in \mathbb {Z} [x]} は次の性質のどちらかを満たすであろうという予想である。
- {\displaystyle P(x)} のマーラー測度 {\displaystyle {\mathcal {M}}(P(x))} は {\displaystyle \mu } より大きいかまたは等しい。

- {\displaystyle P(x)} は、円分多項式もしくは単項式 {\displaystyle x} の積の整数倍である。この場合は {\displaystyle {\mathcal {M}}(P(x))=1} である。（同じことであるが、{\displaystyle P(x)} のすべての根は 1 のべき根かまたは 0 である。）

マーラー測度の定義にはいくつかあって、そのうちの一つは多項式 {\displaystyle P(x)} を {\displaystyle \mathbb {C} } 上分解して
{\displaystyle P(x)=a_{0}(x-\alpha _{1})(x-\alpha _{2})\cdots (x-\alpha _{D})}
とし、
{\displaystyle {\mathcal {M}}(P(x))=|a_{0}|\prod _{i=1}^{D}\max(1,|\alpha _{i}|)}
と定義するものがある。
知られている中で最も小さな（1 よりも大きい）マーラー測度は、レーマーの多項式
{\displaystyle P(x)=x^{10}+x^{9}-x^{7}-x^{6}-x^{5}-x^{4}-x^{3}+x+1}
のマーラー測度であり、これはサレム数(Salem number)
{\displaystyle {\mathcal {M}}(P(x))=1.176280818\dots }
である。
この例が、本当に最小の値、すなわち、レーマーの予想の {\displaystyle \mu =1.176280818\dots } であると広く信じられている。

## 動機
一変数のマーラー測度を考える。イエンセンの公式は、{\displaystyle P(x)=a_{0}(x-\alpha _{1})(x-\alpha _{2})\cdots (x-\alpha _{D})} であれば、
{\displaystyle {\mathcal {M}}(P(x))=|a_{0}|\prod _{i=1}^{D}\max(1,|\alpha _{i}|)}
であることを示している。（このパラグラフを通して、{\displaystyle m(P)=\log({\mathcal {M}}(P(x))} と表すことにする。これもマーラー測度と呼ばれる。）
このことは、{\displaystyle P} が整数係数の多項式であれば、{\displaystyle {\mathcal {M}}(P)} が 1 以上の代数的数であり、従って、{\displaystyle m(P)\geq 0} は代数的整数の対数であることを示している。また、もし {\displaystyle m(P)=0} であれば、{\displaystyle P} は、円分多項式、つまり、すべての根が 1 のべき根であるようなモニック多項式と、{\displaystyle x} の単項式、つまり、ある {\displaystyle n} に対してべき {\displaystyle x^{n}} の積となることも示している。
レーマー(Lehmer)は、モニック多項式 {\displaystyle P} に対する整数列 {\displaystyle \Delta _{n}={\text{Res}}(P(x),x^{n}-1)=\prod _{i=1}^{D}(\alpha _{i}^{n}-1)} の研究の中で、{\displaystyle m(P)=0} が重要な数値であることに気づいた。もし {\displaystyle P} が円の上で 0 とならない場合は {\displaystyle \lim |\Delta _{n}|^{1/n}={\mathcal {M}}(P)} であることは明らかであるが、円の上で 0 になる場合でさえも、このステートメントが成立するのではないだろうか。これにより、彼は次の問いに至った。
{\displaystyle P} が非円分的なとき、{\displaystyle m(P)>c} となるような定数 {\displaystyle c>0} が存在するかどうか？
あるいは、
{\displaystyle c>0} が与えられた場合、{\displaystyle 0<m(P)<c} となる整数係数の {\displaystyle P} が存在するかどうか？
以下に見るように、いくつかの肯定的な答えが知られているが、しかし、レーマー予想は完全に証明されてはおらず、多くの興味深い問いが残っている。

## 部分的結果
{\displaystyle P(x)\in \mathbb {Z} [x]} を次数 {\displaystyle D} の既約モニック多項式とする。スミス  は、自己相反多項式でない、つまり、
{\displaystyle x^{D}P(x^{-1})\neq P(x)}
であるすべての多項式に対し、レーマーの予想は正しいことを証明した。
ブランクスビー(Blanksby)とヒュー・モンゴメリー(Montgomery)は、 で、ステワート(Stewart)とは独立に、絶対的な定数 {\displaystyle C>1} が存在し、{\displaystyle {\mathcal {M}}(P(x))=1} かまたは、:{\displaystyle \log {\mathcal {M}}(P(x))\geq {\frac {C}{D\log D}}} を満たすことを証明した。
ドブロウォルスキー(Dobrowolski)  はこの結果を改善し
{\displaystyle \log {\mathcal {M}}(P(x))\geq C\left({\frac {\log \log D}{\log D}}\right)^{3}}
とした。彼は、 C ≥ 1/1200 を得て、十分大きな D に対し漸近的に C > 1-ε も得ている。ボウティエール D ≥ 2 に対し C ≥ 1/4 を得ている。

## 楕円の類似
{\displaystyle E/K} を数体 {\displaystyle K} で定義された楕円曲線とし、{\displaystyle {\hat {h}}_{E}:E({\bar {K}})\to \mathbb {R} } を標準的高さ（ネロン・テイトの高さ(Néron–Tate height)とも言う）函数とする。標準的高さは、函数 {\displaystyle (\deg P)^{-1}\log {\mathcal {M}}(P(x))} の楕円曲線の類似である。この高さについては、{\displaystyle {\hat {h}}_{E}(Q)=0} であることと、{\displaystyle Q} が {\displaystyle E({\bar {K}})} の中で捩れ点(torsion point)であることとは同値である。楕円レーマー予想(elliptic Lehmer conjecture)は、定数 {\displaystyle C(E/K)>0} が存在し、すべての捩れのない点 {\displaystyle Q\in E({\bar {K}})} に対して、
{\displaystyle {\hat {h}}_{E}(Q)\geq {\frac {C(E/K)}{D}}}
となるという予想である。ここに {\displaystyle D=[K(Q):K]} とする。楕円曲線 E が虚数乗法を持つとドブロウォルスキーの結果の類似は、ローラン(Laurent)のおかげで、
{\displaystyle {\hat {h}}_{E}(Q)\geq {\frac {C(E/K)}{D}}\left({\frac {\log \log D}{\log D}}\right)^{3}}
となる。任意の楕円曲線に対し、知られている最も良い結果は、ダヴィッド・マッサー(David Masser)による
{\displaystyle {\hat {h}}_{E}(Q)\geq {\frac {C(E/K)}{D^{3}(\log D)^{2}}}}
という結果である。非整数の j-不変量を持つ楕円曲線に対しては、これが改善されて、ヒンドリー(Hindry)とジョゼフ・シルバーマン(Joseph H. Silverman)による
{\displaystyle {\hat {h}}_{E}(Q)\geq {\frac {C(E/K)}{D^{2}(\log D)^{2}}}}
という結果がある。

## 制限付きの結果
より強い結果が、多項式や代数的数に制限をつけた場合に得られている。
P(x) が相反ではないとき、
{\displaystyle M(P)\geq M(x^{3}-x-1)\approx 1.3247}
となり、これは明らかに最良の場合である。さらに、P の係数がすべて奇数であれば、
{\displaystyle M(P)\geq M(x^{2}-x-1)\approx 1.618}
となる。
αを任意の代数的数とするとき、体 Q(α) が Qのガロア拡大であれば、αの最小多項式に関しレーマー予想が成り立つ。